# 고룡 (축구 선수)
고룡(1993년 4월 12일 ~ )는 대한민국의 축구 선수이며 포지션은 공격수이다.